# Episodi di Giudice Amy (quinta stagione)
La quinta stagione della serie televisiva Giudice Amy è stata trasmessa in prima visione negli Stati Uniti d'America da CBS dal 23 settembre 2003 al 18 maggio 2004.
In Italia è stata trasmessa in prima visione da Canale 5.
| nº | Titolo originale         | Titolo italiano              | Prima TV USA      | Prima TV Italia |
| -- | ------------------------ | ---------------------------- | ----------------- | --------------- |
| 1  | Motion Sickness          | Il primo giorno              | 23 settembre 2003 |                 |
| 2  | Going Down               | Figli di un Dio minore       | 30 settembre 2003 |                 |
| 3  | Ex Parte of Five         | Madri e figlie               | 7 ottobre 2003    |                 |
| 4  | Trick of the Trade       | Luna di miele                | 14 ottobre 2003   |                 |
| 5  | The Wrong Man            | L'uomo sbagliato             | 21 ottobre 2003   |                 |
| 6  | Into the Fire            | Via dall'incubo              | 28 ottobre 2003   |                 |
| 7  | Kilt Trip                | Il grande giorno             | 4 novembre 2003   |                 |
| 8  | The Long Goodbye         | Il lungo addio               | 11 novembre 2003  |                 |
| 9  | Rumspringa               | Una piccola Amish            | 25 novembre 2003  |                 |
| 10 | Sex and the Single       | Pragmatismo                  | 16 dicembre 2003  |                 |
| 11 | Christenings             | Il sito maledetto            | 6 gennaio 2004    |                 |
| 12 | Dancing in the Dark      | Danzando nella notte         | 13 gennaio 2004   |                 |
| 13 | Sins of the Father       | Le colpe dei padri           | 3 febbraio 2004   |                 |
| 14 | Roadhouse Blues          | Lezioni di ballo             | 10 febbraio 2004  |                 |
| 15 | Werewolves of Hartford   | L'abito non fa il monaco     | 17 febbraio 2004  |                 |
| 16 | Baggage Claim            | Chi ti ama è la tua famiglia | 24 febbraio 2004  |                 |
| 17 | The Song That Never Ends | Una famiglia molto allargata | 2 marzo 2004      |                 |
| 18 | Disposable               | Assunzione di responsabilità | 16 marzo 2004     |                 |
| 19 | The Quick and the Dead   | La cosa migliore             | 6 aprile 2004     |                 |
| 20 | Slade's Chophouse        | Sospetti                     | 27 aprile 2004    |                 |
| 21 | Predictive Neglect       | Una madre assente            | 4 maggio 2004     |                 |
| 22 | My Little Runaway        | Il piccolo fuggitivo         | 11 maggio 2004    |                 |
| 23 | Sex, Lies and Expedia    | Bugie e segreti              | 18 maggio 2004    |                 |

## Il primo giorno
- Titolo originale: Motion Sickness
- Diretto da: James Frawley
- Scritto da: Alex Taub

### Trama
Amy è trasferita dal tribunale minorile a quello penale e l’inizio non è facile, principalmente per l’iniziativa di Amy di riconsiderare una decisione del suo predecessore in un caso di omicidio di primo grado. Gillian è in coma da più di cinque settimane e il suo medico chiede a Peter di prendere una decisione sul suo futuro. Lauren vive con ansia il suo primo giorno alla scuola media. Maxine incontra la nuova assistente sociale appena assunta, una ragazza che ha vissuto l’esperienza dell’affido in prima persona.

## Figli di un Dio minore
- Titolo originale: Going Down
- Diretto da: Paul Michael Glaser
- Scritto da: Karen Hall

### Trama
Amy, sebbene riluttante, lascia che sia Stuart a farsi carico dei loro progetti matrimoniali. Peter riporta a casa Gillian dall’ospedale. Maxine cerca di mettere pressione alla polizia perché si occupi del possibile rapimento di una bambina di otto anni in affido. Kyle cerca di mettere a tacere le voci di un suo coinvolgimento romantico con Lily. Il processo a Danny Hawkins, accusato dell’omicidio di sua moglie, va avanti con grande interesse da parte dei media.

## Madri e figlie
- Titolo originale: Ex Parte of Five
- Diretto da: Helen Shaver
- Scritto da: Carla Kettner

### Trama
Amy ha una discussione con Maxine, innervosita dal fatto che Stuart abbia trascorso la notte in casa loro e di averlo trovato intento a preparare la colazione al mattino. Maxine ed Amy si scontrano inoltre sull’opportunità di fare testimoniare una bambina di sette anni emotivamente fragile nel processo alla propria madre accusata di avere ucciso l’altro figlio di appena due anni. Kyle non ricorda come ha fatto a ritornare a casa dopo una notte di bevute. Gillian ha difficoltà ad occuparsi dei bambini. Lauren incolpa la sua insegnante per un brutto voto in algebra.

## Luna di miele
- Titolo originale: Trick of the Trade
- Diretto da: Peter Levin
- Scritto da: Lyla Oliver

### Trama
Ad appena un mese dal giorno del loro matrimonio, Amy e Stuart faticano a trovare un accordo sulla loro luna di miele ed Amy ha inoltre un problema con Lauren, che le chiede di prometterle che questa volta il matrimonio non finirà. In aula, Amy presiede ad un caso di presunto stupro commesso da un famoso atleta, difeso in modo particolarmente aggressivo da Zola. Maxine prende in considerazione l’idea di vendere il ristorante regalatole da Jared, per procurarsi il denaro per una nuova casa. Kyle cerca di ottenere il consenso a prelevare il rene di un ragazzo in coma irreversibile per salvare la vita di una paziente tredicenne che ha un disperato bisogno di un trapianto.

## L'uomo sbagliato
- Titolo originale: The Wrong Man
- Diretto da: James Frawley
- Scritto da: Carol Barbee

### Trama
Maxine si mostra scostante e poco collaborativa con Amy riguardo al suo matrimonio, perché non è felice che sia Amy a sposarsi al posto di lei e Jared. Al dipartimento si presenta un ragazzo con una storia di false accuse di abusi che riferisce di essere terrorizzato dal nuovo fidanzato della madre. In tribunale, Amy è preoccupata quando un ragazzo accusato di tentato omicidio nei confronti di un prete cattolico chiede di rappresentare sé stesso in giudizio. Kyle attende con ansia di sapere se è stato scelto per prendere il posto di Lily in ospedale.

## Via dall'incubo
- Titolo originale: Into the Fire
- Diretto da: Kevin Dowling
- Scritto da: Paul Guyot

### Trama
Il primo caso di omicidio da pena capitale presieduto da Amy è arrivato alla fase della sentenza e la situazione diventa ancora più tesa e complicata perché durante l’arringa finale il rappresentante dell’accusa David McClaren si lascia andare a commenti inappropriati. Amy cerca di organizzare una cena fra Stuart e Lauren, ma scopre che il suo fidanzato non è a proprio agio con i bambini. Kyle incontra il suo nuovo superiore e si rende conto di averlo conosciuto poco prima ad una riunione degli Alcolisti Anonimi, cosa che porta ad un inizio complicato fra i due. Maxine cerca di rintracciare una madre in fuga con il figlio dal marito che, a suo dire, abuserebbe di loro.
- Altri interpreti: Adrian Pasdar (David McClaren)

## Il grande giorno
- Titolo originale: Kilt Trip
- Diretto da: Alan Myerson
- Scritto da: Karen Hall e Alex Taub

### Trama
Vincent fa una sorpresa ad Amy e ritorna a casa due giorni prima del matrimonio della sorella maggiore. All’ultimo momento e nonostante le nozze imminenti, Amy viene chiamata a presiedere il processo per omicidio preterintenzionale di cui è accusato un quattordicenne il cui complice in una tentata rapina è stato ucciso dal negoziante. Maxine continua a cercare un appartamento, ma deve anche occuparsi di intrattenere la madre di Stuart in città per le nozze.

## Il lungo addio
- Titolo originale: The Long Goodbye
- Diretto da: Vincent Misiano
- Scritto da: Barry O'Brien

### Trama
Amy torna a casa dalla sua luna di miele solitaria per rendersi conto che non solamente la sua vita sentimentale è un disastro. La sua decisione di ribaltare il verdetto della giuria nell’ultimo processo che ha presieduto è finita sotto esame ed il suo superiore le impone di vedere un terapista. Kyle riceve l’ordine dal suo nuovo capo di licenziare un’infermiera. Su richiesta di Sean, Maxine visita una ragazza orfana originaria della Russia e l’apparentemente amorevole famiglia che desidera adottarla.

## Una piccola Amish
- Titolo originale: Rumspringa
- Diretto da: Mel Damski
- Scritto da: Stephanie Ripps

### Trama
Amy si trova a decidere a chi affidare una bambina figlia di una ragazza amish e di un ragazzo non appartenente alla stessa comunità religiosa, concepita durante il Rumspringa, il periodo in cui ai giovani amish è consentito fare esperienza del mondo moderno.  Lauren, per non sentirsi sotto pressione da parte dei compagni di scuola, cerca di apparire meno preparata di quanto non sia. Maxine rimane sconvolta nell’apprendere che, a causa dei tagli al bilancio, una ragazza che lei aveva affidato a una casa famiglia, è stata trasferita in una struttura psichiatrica. Kyle deve occuparsi di un bambino sieropositivo gravemente ferito ad una mano.

## Pragmatismo
- Titolo originale: Sex and the Single
- Diretto da: Karen Arthur
- Scritto da: Carla Kettner

### Trama
Amy è infastidita e innervosita dal fatto che David McClaren sembra non provare interesse per lei. Maxine sorprende tutti decidendo di impiegare le ore di lavoro che Sean le ha ridotto al dipartimento per lavorare part time come terapista. In aula giunge il caso di una madre che chiede la custodia esclusiva del figlio undicenne il cui padre, conduttore di un programma radiofonico sopra le righe, sembra avere una pessima influenza su di lui. Kyle accetta di uscire a pranzo con Heather ed il padre di lei. Peter ha difficoltà ad interagire con Gillian ed a comprendere che cosa le stia succedendo.
- Altri interpreti: Adrian Pasdar (David McClaren)

## Il sito maledetto
- Titolo originale: Christenings
- Diretto da: Martha Mitchell
- Scritto da: Carol Barbee

### Trama
Peter si trasferisce temporaneamente da Amy per lasciare a Gillian un po’ di spazio. Maxine riceve consigli non richiesti sulla sua vita privata da parte di un architetto di giardini, chiamato per errore da Amy per risolvere il problema di un albero privo di manutenzione e per questo crollato sulla casa. Amy accetta un invito a cena da parte di David McClaren, ma non tutto va per il verso giusto. In aula una ragazza quindicenne deve affrontare le conseguenze penali per avere creato un sito web che promuove l’anoressia come stile di vita. I preparativi per il battesimo di Walt sembrano acuire i contrasti fra Peter e Gillian.
- Altri interpreti: Adrian Pasdar (David McClaren)

## Danzando nella notte
- Titolo originale: Dancing in the Dark
- Diretto da: Andrew Robinson
- Scritto da: Lyla Oliver

### Trama
Amy deve sostituire un collega alla corte penale in un processo per incendio doloso. Il caso vuole che in aula si trovi di fronte a David McClaren come rappresentante dell’accusa ed a Simon Edgars, testimone dello sposo al suo primo matrimonio, come avvocato della difesa. Maxine decide di affidare il rifacimento del suo giardino a Ignacio Messina, che la invita fuori per capire meglio i suoi gusti. Kyle si irrita con Heather perché continua a presentarsi in ospedale a sorpresa mentre sta lavorando.
- Altri interpreti: Adrian Pasdar (David McClaren)

## Le colpe dei padri
- Titolo originale: Sins of the Father
- Diretto da: Richard Gershman
- Scritto da: Alison Carey

### Trama
Amy è contrariata dal fatto che le parti in un processo per la custodia di un adolescente sembrano impossibilitate a comparire in giudizio entrambe nello stesso momento. Maxine si occupa di un ragazzo con una frattura ad un braccio il cui padre stranamente insiste perché venga dato in affidamento. Amy non riesce a capire il motivo per cui David McClaren, dopo il loro ultimo appuntamento, sembra intenzionato ad evitarla. Peter riceve un’offerta come bassista in una band. Kyle continua a scontrarsi con Heather.
- Altri interpreti: Adrian Pasdar (David McClaren)

## Lezioni di ballo
- Titolo originale: Roadhouse Blues
- Diretto da: Helen Shaver
- Scritto da: Barry O'Brien

### Trama
Amy e David vengono entrambi interrogati dai loro figli sulla natura della loro relazione. In aula, Amy deve decidere in merito alla custodia di un bambino che ha perduto la madre ed il cui padre è nel programma di protezione testimoni. Maxine deve occuparsi di un gruppo di studenti della scuola superiore che si sospetta abbiano stretto un patto suicida come conseguenza della morte accidentale di un loro compagno molto popolare. Peter si prepara all’esordio sul palco con la sua nuova band, i Roadkill Five.

## L'abito non fa il monaco
- Titolo originale: Werewolves of Hartford
- Diretto da: Jessica Landaw
- Scritto da: Paul Guyot

### Trama
Una giornata romantica con Ignacio è momentaneamente interrotta quando Maxine incontra uno dei suoi genitori affidatari mentre si sta recando ad una convention a tema sessuale vestito in modo equivoco. Nell’aula di Amy giunge quella che sembra essere una faida fra due ragazze adolescenti. Bruce lascia che la sua ex Mia soggiorni a casa sua mentre si trova in città per assistere una vecchia zia malata. Kyle è tutt’altro che entusiasta di diventare padre, ma parla con Heather e le offre il suo sostegno.

## Chi ti ama è la tua famiglia
- Titolo originale: Baggage Claim
- Diretto da: Lewis H. Gould
- Scritto da: Stephanie Ripps

### Trama
Amy ha il difficile compito di decidere se un bambino di nove anni concepito durante un brutale stupro deve essere tolto alla madre che ha difficoltà a gestirne la somiglianza con il padre stupratore per essere affidato alla nonna paterna. David, nell’anniversario della morte della moglie, invita Amy ad un incontro del suo gruppo di sostegno per familiari di vittime di omicidio. Maxine cerca di aiutare ed incoraggiare un ragazzo con inclinazioni artistiche a trasformare la sua rabbia in qualcosa di positivo. Kyle ha grosse difficoltà a supportare Heather durante la sua gravidanza.

## Una famiglia molto allargata
- Titolo originale: The Song That Never Ends
- Diretto da: James Frawley
- Scritto da: Lyla Oliver

### Trama
Amy presiede al caso di una donna che ha completato il percorso di reinserimento lavorativo ed ora, nonostante le difficoltà lavorative ed economiche, chiede di riavere la custodia dei suoi tre figli, che sono stati affidati ad una famiglia che vorrebbe adottarli. Kyle cerca di aiutare una donna detenuta che ha appena partorito a vedere il suo bambino prima di tornare in prigione e prima che venga dato in affidamento ai servizi sociali. Gillian prende in considerazione l'idea di uscire con un padre divorziato incontrato al parco. 

## Assunzione di responsabilità
- Titolo originale: Disposable
- Diretto da: Alan Myerson
- Scritto da: Diego Gutiérrez

### Trama
Amy è giudice in un caso di taccheggio di cui è accusata una ragazza ospite di una casa famiglia. Maxine cerca di aiutare una sua amica, che è madre affidataria da molti anni, ad affrontare il fatto che si trova nella fase iniziale della malattia di Alzheimer e che potrebbe quindi perdere la sua figlia affidataria più giovane. Amy, obbligata ad occuparsi nuovamente del caso di Daniel Hawkins, in cui David rappresenta l'accusa, gli chiede di farsi da parte vista la loro relazione.
- Altri interpreti: Adrian Pasdar (David McClaren), Patty Duke

## La cosa migliore
- Titolo originale: The Quick and the Dead
- Diretto da: Andrew Robinson
- Scritto da: Lyla Oliver

### Trama
Amy presiede un'udienza per determinare se Daniel Hawkins ha diritto a un nuovo processo, durante la quale David, osservando il caso da una nuova prospettiva, si rende conto che potrebbe avere giudicato l’imputato in modo errato. Maxine deve valutare se Sylvia, una fotografa di successo che ha pubblicato un libro con fotografie di nudo dei bambini di cui è madre affidataria, sia o meno idonea per ottenerne l’adozione. Kyle continua ad avere problemi con il suo superiore e vive un momento di difficoltà. Gillian e Donna convincono Amy ad uscire con loro per trascorrere una serata di speed date in un locale.
- Altri interpreti: Adrian Pasdar (David McClaren), Lisa Edelstein (Sylvia Danforth)

## Sospetti
- Titolo originale: Slade's Chophouse
- Diretto da: Fred Gerber
- Scritto da: Karen Hall

### Trama
Amy è agitata a causa della gita scolastica di Lauren, che andrà a Philadelphia con Victor. Maxine, osservando alcune fotografie ritirate per errore da Ignacio, si convince di trovarsi di fronte ad un possibile caso di abuso. Amy deve decidere sul caso dell'omicidio di una baby sitter di cui è accusata una ragazza adolescente con precedenti penali. Bruce è scioccato quando un vecchio amico gli fa visita.

## Una madre assente
- Titolo originale: Predictive Neglect
- Diretto da: James Frawley
- Scritto da: Rob Fresco

### Trama
Amy continua faticosamente a lottare con i sentimenti contrastanti derivati dall’improvvisa partenza di David e dal suo successivo silenzio. Kyle apprende la notizia della morte del padre. Maxine è estremamente frustrata dalla nuova politica di “tolleranza zero” del dipartimento e per essere costretta a togliere due bambini alla madre a seguito di una semplice sculacciata. Amy presiede a un caso di taccheggio in cui l’imputata è difesa da Andrea Adelstein, un famoso avvocato.
- Altri interpreti: Sharon Lawrence (Andrea Adelstein)

## Il piccolo fuggitivo
- Titolo originale: My Little Runaway
- Diretto da: Helen Shaver
- Scritto da: Carol Barbee

### Trama
Amy è giudice in un caso che ha come protagonista un adolescente che è fuggito da casa due volte per unirsi ad un circo. Maxine, sebbene controvoglia, accetta l’invito di Ignacio al compleanno della madre, con la quale ha un altro confronto poco piacevole. David ritorna in città, ma Amy gli conferma che tra loro è finita e che non ci sarà un’altra occasione. Kyle continua ad essere piuttosto confuso sul suo futuro. Maxine si occupa di una ragazza in affidamento che deve testimoniare contro l’uomo che l’ha molestata in un parco.

## Bugie e segreti
- Titolo originale: Sex, Lies and Expedia
- Diretto da: James Frawley
- Scritto da: Paul Guyot e Barry O'Brien

### Trama
Amy presiede il caso di uno studente quattordicenne a cui sono stati trovati una lista di presunti obiettivi da colpire ed una pianta dell’istituto nell’armadietto a scuola. Maxine cerca di capire come aiutare una madre con un passato di tossicodipendenza e che afferma di avere di nuovo problemi con la droga. Amy ascolta le motivazioni di David che cerca di spiegarle perché è improvvisamente partito. Maxine resta molto turbata dopo avere saputo che Ignacio e sua moglie non hanno mai effettivamente divorziato. Kyle esce di pattuglia con un suo amico poliziotto.
- Altri interpreti: Adrian Pasdar (David McClaren)